# Diocesi di Autlán

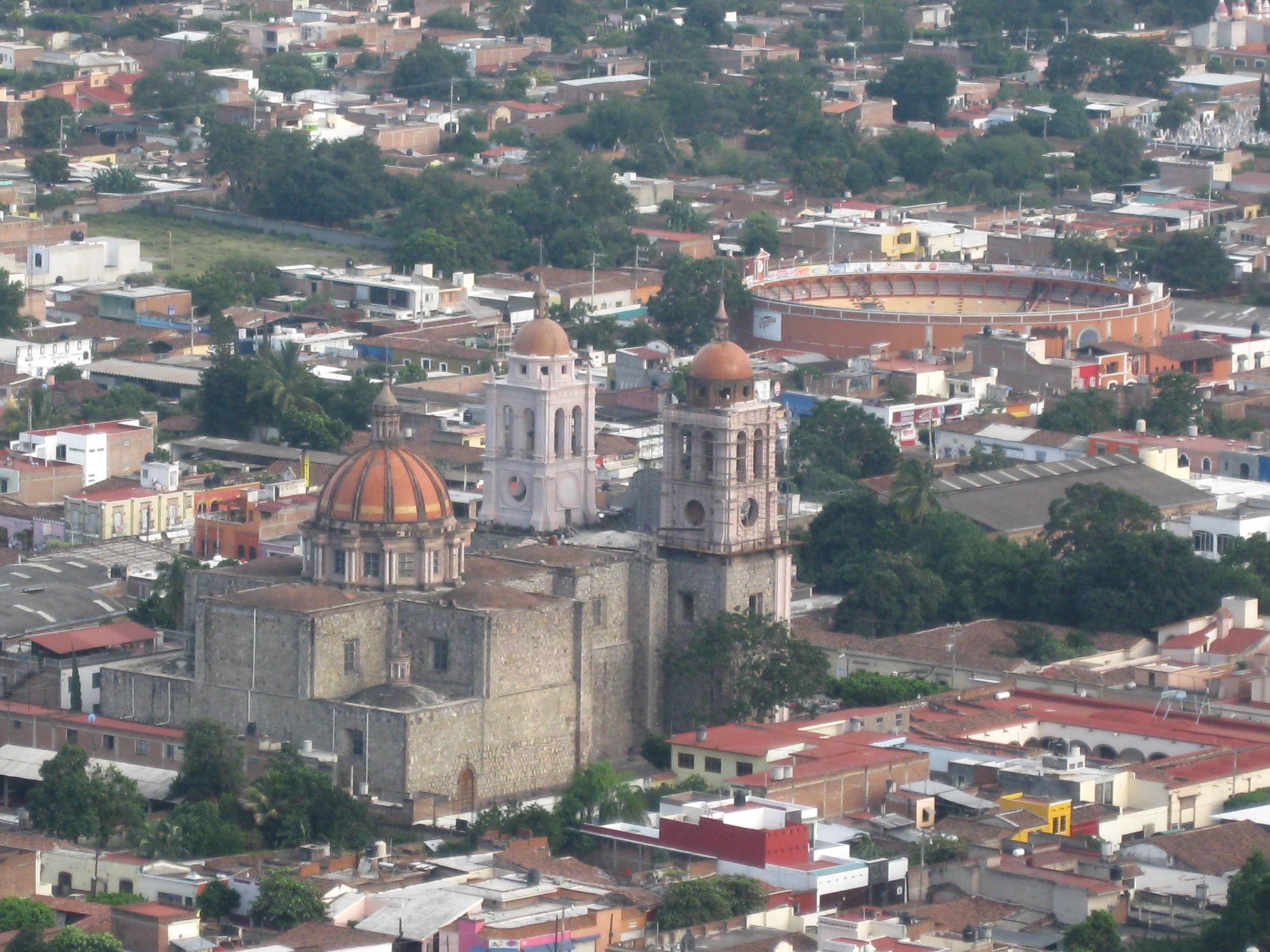
Vista aerea della cattedrale.

La diocesi di Autlán (in latino: Dioecesis Rivoriensis) è una sede della Chiesa cattolica in Messico suffraganea dell'arcidiocesi di Guadalajara. Nel 2022 contava 326.396 battezzati su 348.419 abitanti. È retta dal vescovo Eduardo Muñoz Ochoa.

## Territorio
La diocesi comprende i comuni di Atengo, Ayutla, Cuautlá, Juchitlán, Techaluta de Montenegro, Tenamaxtlán, Unión de Tula, Autlán de Navarro, Cabo Corrientes, Casimiro Castillo, Ejutla, El Grullo, La Huerta, El Limón, Villa Purificación, Tomatlán, Cihuatlán e Cuautitlán de García Barragán nella parte sud-occidentale dello stato messicano di Jalisco.
Sede vescovile è la città di Autlán de la Grana, dove si trova la cattedrale della Santissima Trinità.
Il territorio si estende su una superficie di 14.774 km² ed è suddiviso in 51 parrocchie.

## Storia
La diocesi è stata eretta il 28 gennaio 1961 con la bolla Cristifidelium di papa Giovanni XXIII, ricavandone il territorio dalla diocesi di Colima e dall'arcidiocesi di Guadalajara.
Il 17 febbraio 1986, con la lettera apostolica Cum fuerit, papa Giovanni Paolo II ha confermato San Giuseppe patrono della diocesi.

## Cronotassi dei vescovi
Si omettono i periodi di sede vacante non superiori ai 2 anni o non storicamente accertati.
- Miguel González Ibarra † (20 marzo 1961 - 15 luglio 1967 nominato vescovo di Ciudad Obregón)
- Everardo López Alcocer † (25 luglio 1967 - 19 dicembre 1968 deceduto)
- José Maclovio Vásquez Silos † (25 marzo 1969 - 23 luglio 1990 deceduto)
- Lázaro Pérez Jiménez (15 maggio 1991 - 26 luglio 2003 nominato vescovo di Celaya)
- Gonzalo Galván Castillo † (26 ottobre 2004 - 25 giugno 2015 dimesso)
- Rafael Sandoval Sandoval, M.N.M. (23 novembre 2015 - 7 febbraio 2024 ritirato)
- Eduardo Muñoz Ochoa, dal 7 febbraio 2024

## Statistiche
La diocesi nel 2022 su una popolazione di 348.419 persone contava 326.396 battezzati, corrispondenti al 93,7% del totale.
| anno | popolazione | popolazione | popolazione | presbiteri | presbiteri | presbiteri | presbiteri                | diaconi | religiosi | religiosi | parrocchie |
| anno | battezzati  | totale      | %           | numero     | secolari   | regolari   | battezzati per presbitero | diaconi | uomini    | donne     | parrocchie |
| ---- | ----------- | ----------- | ----------- | ---------- | ---------- | ---------- | ------------------------- | ------- | --------- | --------- | ---------- |
| 1965 | 180.259     | 181.359     | 99,4        | 57         | 57         |            | 3.162                     |         |           | 224       | 17         |
| 1970 | ?           | 225.596     | ?           | 52         | 52         |            | ?                         |         |           | 186       | 17         |
| 1976 | 253.870     | 259.975     | 97,7        | 75         | 75         |            | 3.384                     |         |           | 172       | 29         |
| 1980 | 285.186     | 291.602     | 97,8        | 86         | 86         |            | 3.316                     |         |           | 171       | 32         |
| 1990 | 466.574     | 482.179     | 96,8        | 90         | 90         |            | 5.184                     |         |           | 147       | 40         |
| 1999 | 302.847     | 320.737     | 94,4        | 104        | 104        |            | 2.911                     | 1       |           | 159       | 39         |
| 2000 | 307.483     | 325.686     | 94,4        | 101        | 101        |            | 3.044                     | 1       |           | 169       | 39         |
| 2001 | 283.426     | 295.546     | 95,9        | 95         | 95         |            | 2.983                     | 2       |           | 156       | 42         |
| 2002 | 297.083     | 313.151     | 94,9        | 97         | 97         |            | 3.062                     | 2       |           | 179       | 43         |
| 2003 | 299.896     | 317.189     | 94,5        | 103        | 103        |            | 2.911                     | 2       |           | 180       | 48         |
| 2004 | 298.002     | 305.756     | 97,5        | 102        | 102        |            | 2.921                     | 2       |           | 187       | 48         |
| 2006 | 320.386     | 332.088     | 96,5        | 100        | 100        |            | 3.203                     | 2       |           | 177       | 47         |
| 2012 | 334.500     | 350.600     | 95,4        | 116        | 116        |            | 2.883                     | 3       |           | 192       | 46         |
| 2015 | 345.000     | 361.000     | 95,6        | 121        | 121        |            | 2.851                     | 3       |           | 187       | 51         |
| 2018 | 299.980     | 318.650     | 94,1        | 118        | 118        |            | 2.542                     | 3       |           | 171       | 51         |
| 2020 | 311.562     | 326.900     | 95,3        | 114        | 114        |            | 2.733                     | 3       |           | 173       | 51         |
| 2022 | 326.396     | 348.419     | 93,7        | 113        | 113        |            | 2.888                     | 3       |           | 164       | 51         |